# Monte Ngaoui
Monte Ngaoui (en francés: Mont Ngaoui) es la montaña más alta de la República Centroafricana, se eleva hasta alcanzar los 1.410 metros sobre el nivel del mar. Se encuentra ubicado en la frontera con Camerún en las coordenadas geográficas 06°36′00″N 14°54′00″E / 6.60000, 14.90000.